# Мексиканская зырящая лягушка с южной Шри-Ланки
«Мексиканская зырящая лягушка с южной Шри-Ланки» (англ. The Mexican Staring Frog of Southern Sri Lanka) — эпизод 206 (№ 19) сериала «Южный Парк». Его премьера состоялась 10 июня 1998 года.

## Сюжет
Стэн, Кайл, Кенни и Картман получают школьное задание — подготовить рассказ о событиях вьетнамской войны. Для этого они берут интервью у дяди Стэна Джимбо и Неда, которые рассказывают, что базы США были оборудованы парками развлечений, а также утверждают, что лично вдвоём перебили целую вьетконговскую армию. Когда за пересказ этой истории дети получают кол с минусом, они придумывают месть: снимают поддельное видео о «легендарной» мексиканской зырящей лягушке из Южной Шри-Ланки, которая способна убивать людей одним своим взглядом, и отправляют его на кабельное телешоу Джимбо и Неда, «Охота и убийство». Джимбо показывает сюжет в передаче. Мальчики, решив, что розыгрыш удался, снимают ещё одно видео, в котором Эрик Картман переоделся женщиной и якобы погиб от взгляда мексиканской зырящей лягушки.
Благодаря циклу сюжетов про лягушку «Охота и убийство» становится успешным телешоу, потеснив в рейтингах ток-шоу «Иисус сотоварищи», которое ведёт сам Иисус. Женщина-продюсер Иисуса решает сменить формат шоу на более скандальный, хотя Иисус отзывается об этой идее без энтузиазма. Для этого студия Иисуса меняет свой внешний вид, там начинает играть музыка, в гости к Иисусу приходят знаменитости для интервью, выпускаются видеокассеты с «нецензурными» эпизодами «Иисуса». Тем временем Джимбо и Нед отправляются на поиски зырящей лягушки по указанию ребят. В машине Джимбо обсуждает со съёмочной группой войну во Вьетнаме, говоря о том, что на самом деле там было довольно сложно — например, не хватало аттракционов. Во время охоты Нед видит, что на него смотрит игрушечная лягушка ребят, и впадает в кататонический ступор из-за чрезмерного ужаса. Джимбо в ужасе; во время посещения Неда в госпитале дети признаются, что это их вина. Поэтому Джимбо, Нед (всё ещё в кататонии) и ребята отправляются на «Иисус сотоварищи», которое стало ещё скандальнее и пафоснее, чтобы рассказать о том, что такое зырящая лягушка на самом деле.
Не предупредив Иисуса, продюсер шоу, желая поднять рейтинги, подговорила Джимбо сказать, что Стэн — наркоман и сатанист, Стэна — заявить, что дядя Джимбо к нему приставал, Картмана — кинуть в Неда стулом и так далее. Когда на шоу воцаряется хаос, Иисус кричит на весь зал: «Мать вашу, заткнитесь!» и узнаёт, что всё это подстроено; он исправляет всё, что натворили дети, Джимбо и Нед, а своего продюсера в качестве наказания отправляет в ад. Там она встречает Сатану и Саддама Хусейна, предваряя события, которые позже произойдут в «Саут-Парк: большой, длинный и необрезанный», и, позже, в эпизоде из двух частей: «Попадают ли умственно отсталые в ад?» и «Возможно».

## Смерть Кенни
Во время драки на шоу «Иисус сотоварищи» двое зрителей разрывают Кенни пополам. Позже крысы утаскивают его тело.

## Пародии
- Книга, которую Джимбо читает вслух Неду в госпитале, — это Изгои. В ней есть сцена, когда один персонаж читает другому вслух книгу в госпитале.
- Во время съёмок «Иисус Сотоварищи» Иисуса постоянно перебивает чернокожий мужчина, называя его «Монтель» и заступаясь за Майкла Джексона. Возможно, это пародия на фанк-исполнителя Рика Джеймса.
- В конце эпизода Джимбо ссылается на песню Фрэнка Заппы «Titties & Beer» (рус. «Сиськи и Пиво»).
- Название эпизода отсылает к известному рассказу Марка Твена «Знаменитая скачущая лягушка из Калавераса».

## Факты
- Создатели сериала, Мэтт Стоун и Трей Паркер, познакомились во время съёмок фильма «Гигантский Бобёр с южной Шри-Ланки» (англ. «The Giant Beaver of Southern Sri Lanka»).
- В этом эпизоде Саддам Хуссейн впервые показан как любовник Сатаны в аду.
- В воспоминаниях Джимбо есть сцена, где он сидит на белой лошади с золотыми гривой и хвостом. Это та же лошадь, на которой сидит Картман в грёзах Венди в эпизоде «Шеф теряет терпение».
- Во время флешбэка Джимбо играет песня «Time of the Season» The Zombies.
- Во время сцены, где дети придумывают свой план, на стене висит плакат с портретом пришельца и надписью «Видели ли вы меня?» (англ. «Have you seen me?»).
- Во время первой сцены воспоминаний Джимбо о Вьетнаме, генерал показывает ему карту Вьетнама, хотя на самом деле это карта Италии, с надписью «Хо Ши Мин-Сити» вместо Рима, с названиями в духе «земля будущего», «земля волшебства» и с Китаем, обозначенным на месте Хорватии.
- Во время интервью с Бобом Денвером на «Иисусе сотоварищи» студийная группа шоу играет фрагмент песни «Nothing From Nothing» Билли Престона.
- В конце серии, когда герои стоят возле телестудии, Нэд ненадолго становится нормальным, хотя до сих пор остаётся в коме. Но затем после смены кадра вновь показан с взъерошенными волосами и слюнями у рта.